# Khlopótnoie
Khlopótnoie (en rus: Хлопотное) és un poble (un possiólok) de l'óblast de Vorónej, a Rússia, segons el cens del 2010 tenia 14 habitants.